# 박혜진 (농구 선수)
박혜진 (1990년 7월 22일 ~ )은 대한민국의 농구 선수이다. 포지션은 콤보 가드이며, 현재 WKBL 부산 BNK 썸에서 뛰고 있다.
《아기공룡 둘리》 등장인물 또치와 닮은 외모로 또치라는 별명을 갖고 있다.

## 내력
삼천포여자종합고등학교(현 삼천포여자고등학교)를 졸업하였으며 제18회 FIBA 아시아 청소년 여자농구 대표팀에 선발되었다.

### 우리은행 시절
2008년 10월에 열린 WKBL 신입선수 선발회에서 전체 1순위로 춘천 우리은행 한새의 지명을 받아 입단하였다.
2013-2014년 우리은행 여자프로농구 시상식 MVP, 2014 MBN 여성스포츠대상 3월 최우수선수(MVP)를 수상하였다.
2014년 1월 15일 춘천호반체육관에서 열린 KDB생명전에서 보너스 샷을 포함한 자유투를 3회 성공하며 45회 연속 자유투 성공 기록을 세웠다. 기존 정선민의 기록인 42개를 경신한 것이다.

### BNK썸
2023-24 시즌 종료 후 FA를 얻어 고향팀인 부산 BNK 썸으로 이적하게 되었다.

## 출신 학교
- 대신초등학교
- 동주여자중학교
- 삼천포여자고등학교

## 기록
| † | WKBL 챔피언 결정전 우승을 차지한 시즌을 가리킨다. |
|   | 리그 1위 기록                                     |

### 정규리그
| 시즌    | 팀        | G  | MPG   | 2P%  | 3P%  | FT%  | RPG  | APG  | SPG  | BPG  | PPG   |
| ------- | --------- | -- | ----- | ---- | ---- | ---- | ---- | ---- | ---- | ---- | ----- |
| 2008-09 | 우리은행  | 29 | 34:58 | 36.4 | 33.8 | 72.1 | 3.28 | 3.07 | 1.28 | 0.52 | 7.07  |
| 2009-10 | 우리은행  | 34 | 26:22 | 50.0 | 33.9 | 81.4 | 2.44 | 2.59 | 0.65 | 0.38 | 5.41  |
| 2010-11 | 우리은행  | 34 | 37:46 | 43.6 | 35.3 | 90.8 | 4.56 | 3.56 | 1.35 | 0.26 | 10.44 |
| 2011-12 | 우리은행  | 34 | 30:57 | 44.3 | 24.7 | 85.0 | 3.44 | 2.53 | 1.00 | 0.26 | 8.03  |
| 2012-13 | 우리은행† | 35 | 37:33 | 39.5 | 23.0 | 85.2 | 5.94 | 3.60 | 1.43 | 0.51 | 10.37 |
| 2013-14 | 우리은행† | 35 | 35:42 | 44.3 | 34.9 | 94.9 | 4.89 | 3.66 | 0.86 | 0.23 | 12.63 |
| 2014-15 | 우리은행† | 35 | 36:05 | 43.6 | 33.9 | 90.0 | 5.51 | 3.06 | 1.14 | 0.17 | 10.54 |
| 2015-16 | 우리은행† | 35 | 37:05 | 39.8 | 30.6 | 93.2 | 5.94 | 3.03 | 1.40 | 0.26 | 10.11 |
| 2016-17 | 우리은행† | 35 | 35:37 | 42.8 | 38.1 | 87.7 | 5.71 | 5.11 | 1.54 | 0.14 | 13.54 |
| 2017-18 | 우리은행† | 35 | 38.15 | 39.4 | 35.4 | 90.3 | 5.17 | 5.09 | 1.23 | 0.31 | 14.51 |
| 2018-19 | 우리은행  | 33 | 34:05 | 46.0 | 31.3 | 75.9 | 5.55 | 4.85 | 1.15 | 0.24 | 13.24 |
| 2019-20 | 우리은행  | 27 | 36:35 | 42.6 | 34.0 | 89.2 | 5.11 | 5.44 | 0.89 | 0.48 | 14.74 |
| 경력    | 12년, 1팀 |    |       |      |      |      |      |      |      |      |       |

## 주요 수상 경력
WKBL
- 6× WKBL 챔피언: 2013, 2014, 2015, 2016, 2017, 2018
- 5× WKBL 정규리그 MVP: 2014, 2015, 2017, 2018, 2020
- 3× WKBL 챔피언 결정전 MVP: 2015, 2016, 2017
- 7× WKBL 베스트 5: 2013, 2014, 2015, 2016, 2017, 2018, 2019, 2020
- 5× WKBL 자유투상: 2011, 2013, 2014, 2019, 2020
- 2× WKBL 3득점상: 2014, 2017
- 2× WKBL 어시스트상: 2017, 2018
- WKBL 윤덕주상: 2018, 2020
- WKBL 신인선수상: 2009
- WKBL 모범선수상: 2013
- 3× WKBL 올스타전 3점슛 콘테스트: 2013, 2014, 2016, 2018
- 2013년 우리은행 아시아 W챔피언쉽(AWC) 우승

국가대표팀
- 2007년 제7회 U19 세계여자농구선수권대회 대표팀 선발(전체 8위)
- 2008년 제19회 U18아시아 여자선수권대회 대표팀 선발(전체 3위)
- 2009년 제5회 동아시아 여자농구대표팀 선발(전체 4위)
- 2014년 아시안 게임 농구 –  금메달
- 2018년 아시안 게임 농구 여자 –  은메달

학창시절
- 2005년 제60회 전국남녀종별선수권대회 여중부 MVP
- 2008년 제63회 전국남녀종별선수권대회 여고부 MVP

기타
- 2014 MBN 여성스포츠대상 3월 MVP[2]

## 사생활
언니 박언주도 농구 선수로 활동했었다.